# أرلوكان خادم السيدين (مسرحية)
أرلوكان خادم السيدين مسرحية جزائرية من إخراج عبد القادر علولة عام 1993م وترجمة عن كارلو جولدوني.

## ملخص
تدور أطوار المسرحية  في فندق بالبندقية يمتلكه أحد الأثرياء، يدعى بانتليون، يريده تزويج ابنته “كلاريس” إلى سيلفيو ابن بريغيلا الذي يعمل خادما لديه وعندما توشك الخطوبة أن تعلن، يخرج خطيب كلاريس السابق والذي كان يعتقد أنّه ميت واسمه فيدريكوراسبوني، ولكن أخته “بياتريس” تنكرت في شخصيته “تحايلا” لتسترجع أموالها من بانتليون لتستعيد حبيبها.
ورغم أنّ أدوار المسرحية كانت بالتناوب بين الممثلين، إلاّ أنّها ركزت كثيرا على دور أرلوكان الذي يخدم سيدين، السيد فلوريندو والسيدة بياتريس (المتنكرة في هيئة شقيقها راسبوني)، وسط تميز أرلوكان بالدهاء والحيلة حتى يحقق مصلحته ويرضي السيدين بأي طريقة كانت ولو بالكذب حتى لا يتعرض للعقاب أو يفقد عمله.
وسط كل هذه الأحداث، ترتسم قصص الحب بين شخصيات النص، بين سيلفيو وكلاريس وبين أرلوكان و”راندي” (خادمة بانتليون) التي بدأت معالم حبهم في البداية، ثم قصة الحب التي فاجأت الجمهور في نهاية العمل بين بياتريسوفلوريندو.